# Opel Omega Evo 500
Opel Omega Evo 500 - usportowiona wersja samochodu osobowego klasy średniej-wyższej produkowanego przez amerykański koncern General Motors pod niemiecką marką Opel w latach 1991 - 1993. Wyprodukowano łącznie 500 egzemplarzy modelu.

## Historia
Kiedy Lotus w 1990 roku rozpoczął produkcję modelu Omega firma Irmscher będąca tunerem koncernu General Motors zdecydowała się zaprezentować model Evolution 500, do budowy którego jako baza posłużył model Omega 3000 24V - 204 KM.
Opel Omega Evolution 500 różnił się zewnętrznie dość znacznie od modelu 3000. W pojeździe zastosowano poszerzone i okrągłe nadkola (w modelu 3000 tylne nadkola miały górną krawędź prostą - były ścięte). Wizualnie pojazd przypomina bardziej Lotusa Omegę niż model 3000. Ponadto samochód otrzymał osiemnastocalowe felgi, zderzako-spojlery oraz tylny, dwuczęściowy spojler, którego górna część wysuwała się przy większych prędkościach by zwiększyć docisk pojazdu do nawierzchni. Za silnik posłużył zmodyfikowany, trzylitrowy, dwudziestoczterozaworowy silnik z Omegi 3000 24V, który po poprawkach (mechanicznie m.in. inne wałki rozrządu, elektronicznie: m.in. inny sterownik silnika) osiągnął moc 230 KM i rozpędzał samochód do 249 km/h. Kilkadziesiąt Omeg Evolution 500 otrzymało czterolitrowy, sześciocylindrowy silnik o mocy 272 KM.
Ogółem wyprodukowano 500 egzemplarzy modelu Evolution 500 - dokładnie tyle ile było wymagane, aby model mógł startować w wyścigach DTM (były to wyścigi samochodów produkowanych seryjne czyli z definicji wyprodukowanego w min. 500 egzemplarzach) z czego 36 posiadało mocniejszy silnik o pojemności czterech litrów, zaś jeden egzemplarz nie trafił do sprzedaży, gdyż posłużył jako prototypowy samochód testowy.

## Evo 500 na torze wyścigowym
Na początku lat 90. Opel do startów w niemieckich wyścigach DTM przystosował Opla Omegę A 3000 24V, jednak ta borykała się z przeróżnymi problemami, więc nie mogła konkurować z BMW M3 E30 czy Mercedesem 190. Konstruktorzy Opla wyciągnęli wnioski z lekcji danej w sezonie 1990 i postanowili stworzyć samochód, który lepiej będzie spisywał się na torze. Zlecili wieloletniemu tunerowi Opla, firmie Irmscher dopracować Omegę 3000, zaś ci stworzyli Opla Omegę Evo, posiadającą część bodykitu starej Omegi i część jej silnika. Aby móc wystartować w serii DTM Opel musiał wypuścić 500 egzemplarzy drogowej wersji Omegi Evo, więc na rynek trafił Opel Omega Evo 500, wszystkie samochody w wersji drogowej były czarne. Ów samochód wystartował w sezonie 1991 zaś kierowcami byli Franz Engstler, Volker Strycek, Sepp Heider (zespół Irmscher), Peter Oberndorfer, Manuel Reuter (zespół Schüber), oraz Alain Ferté i Klaus Niedzwiedz z teamu Eggenberger, jednak mimo wszystko Evo 500 nie sprawowało się tak, jak zaplanowali to włodarze Opla.
Samochód ten był szybki, jednak jego wadą był ciężki, sześciocylindrowy silnik. Mimo to Evo 500 skutecznie konkurowało z BMW M3 GTR czy Mercedesem 190 Evo. Najlepszym rezultatem Opla było zajęcie szóstego miejsca przez Petera Oberndorfera w Siegen w 1991 roku. W związku z tym konstruktorzy Opla zajęli się przygotowywaniem Opla Calibry do wyścigów DTM na sezon 1994.
Mimo braku sukcesów w serii DTM, Evo sprawowało się znacznie lepiej w innych zawodach. Załoga Strycek/Thaler/Schmidt zajęła czwarte miejsce w 24-godzinnym wyścigu w 1992 roku za dwoma BMW M3 i Porsche 911. Rok później ta sama trójką uplasowała się na piątej pozycji.
Podczas pucharu Langstreck podczas okrążeń próbnych Volker Strycek w 1992 roku ustanowił rekord toru Nürburgring z czasem 8:29.85. Główny wyścig Strycek i Paul Hulverscheid ukończyli na drugiej pozycji. 
W 1994 roku Gerd Dobersch wygrał wyścig w serii STT (Spezial Tourenwagen Trophy) zasiadając za kierownicę Evo. Następnie rok później eksperymentował z czterolitrowym silnikiem, jednak nie odniósł sukcesu. Zamontował więc silnik o pojemności 3.8 l i ponownie wygrał wyścig w 1996 roku.

## Szczegółowe dane techniczne
- Silnik
  - Pojemność skokowa: 2968 cm³
  - Średnica cylindra x skok tłoka: 95 x 69,8 mm
  - Stopień sprężania: 10,5
  - Moc maksymalna: 230 KM (169 kW) przy 6700 obr./min
  - Maks. moment obrotowy: 280 Nm przy 3500 obr./min
- Podwozie
  - Zawieszenie przednie: wahacz poprzeczny, amortyzator teleskopowy
  - Zawieszenie tylne: wahacz skośny, sprężyna śrubowa
  - Hamulce przód/tył: tarczowe/tarczowe
  - ABS
- Wymiary i masy
  - Rozstaw kół przód/tył: 1462/1478 mm
  - Masa własna: 1465 kg
  - DMC: 1985 kg
- Osiągi
  - Przyśpieszenie 0-100km/h: 7,5 s
  - Prędkość maksymalna: 249 km/h
  - Zużycie paliwa: 10,6 l/100km